# World RX de Noruega 2016
El World RX de Noruega 2016, oficialmente  Team Verksted World RX of Norway  es una prueba de Rallycross en Noruega válida para el Campeonato Mundial de Rallycross. Se celebró en el Lånkebanen en Hell, Nord-Trøndelag, Noruega.
Andreas Bakkerud consiguió su primera victoria de la temporada a bordo de su Ford Focus RS, seguido de Timmy Hansen y Mattias Ekström.
En RX Lites el noruego Thomas Bryntesson consiguió su tercera victoria de la temporada, seguido de Cyril Raymond y Simon Olofsson.

## Supercar

### Series

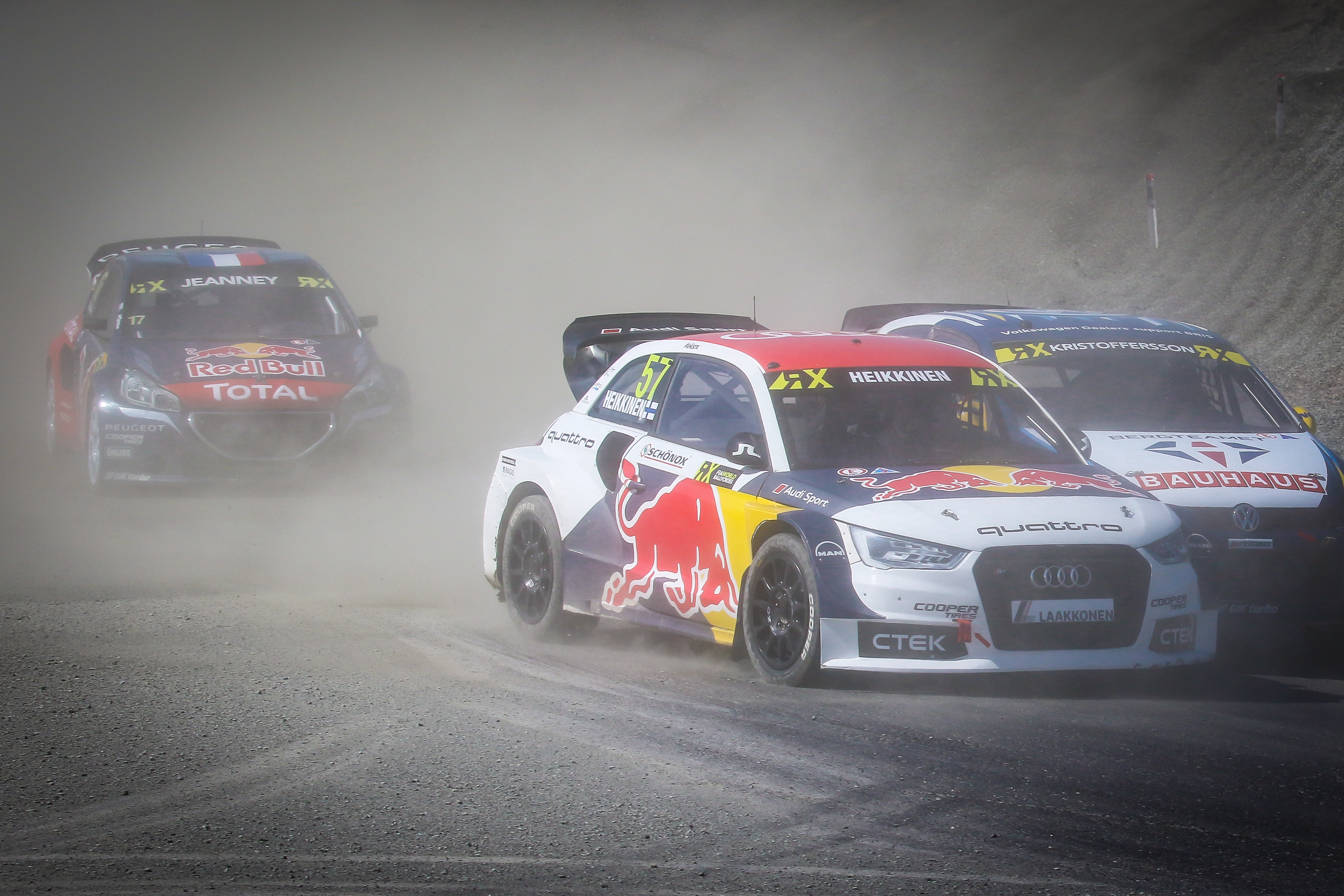
Topi Heikkinen siendo perseguido por Johan Kristoffersson y Davy Jeanney

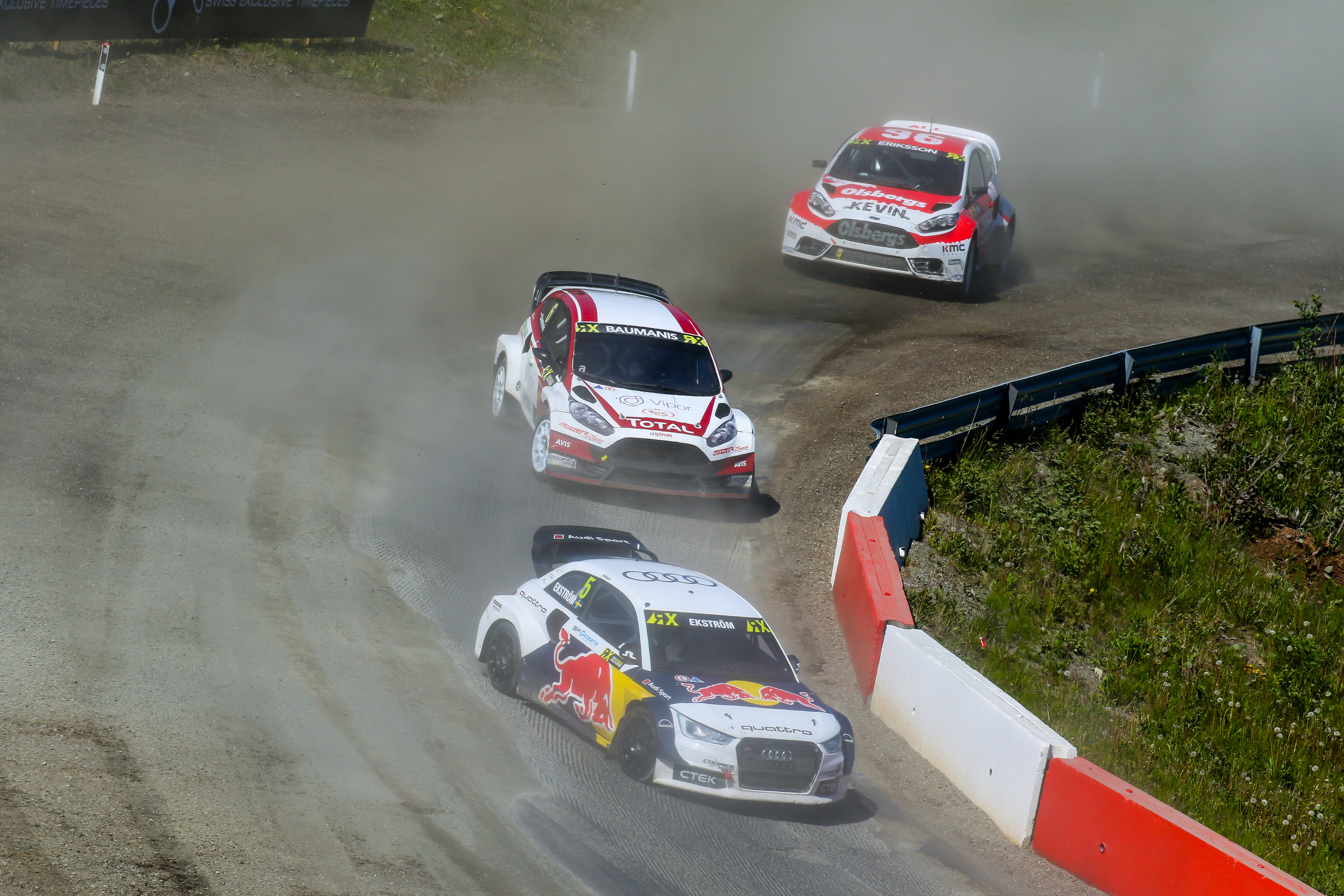
Mattias Ekström, Jānis Baumanis y Kevin Eriksson

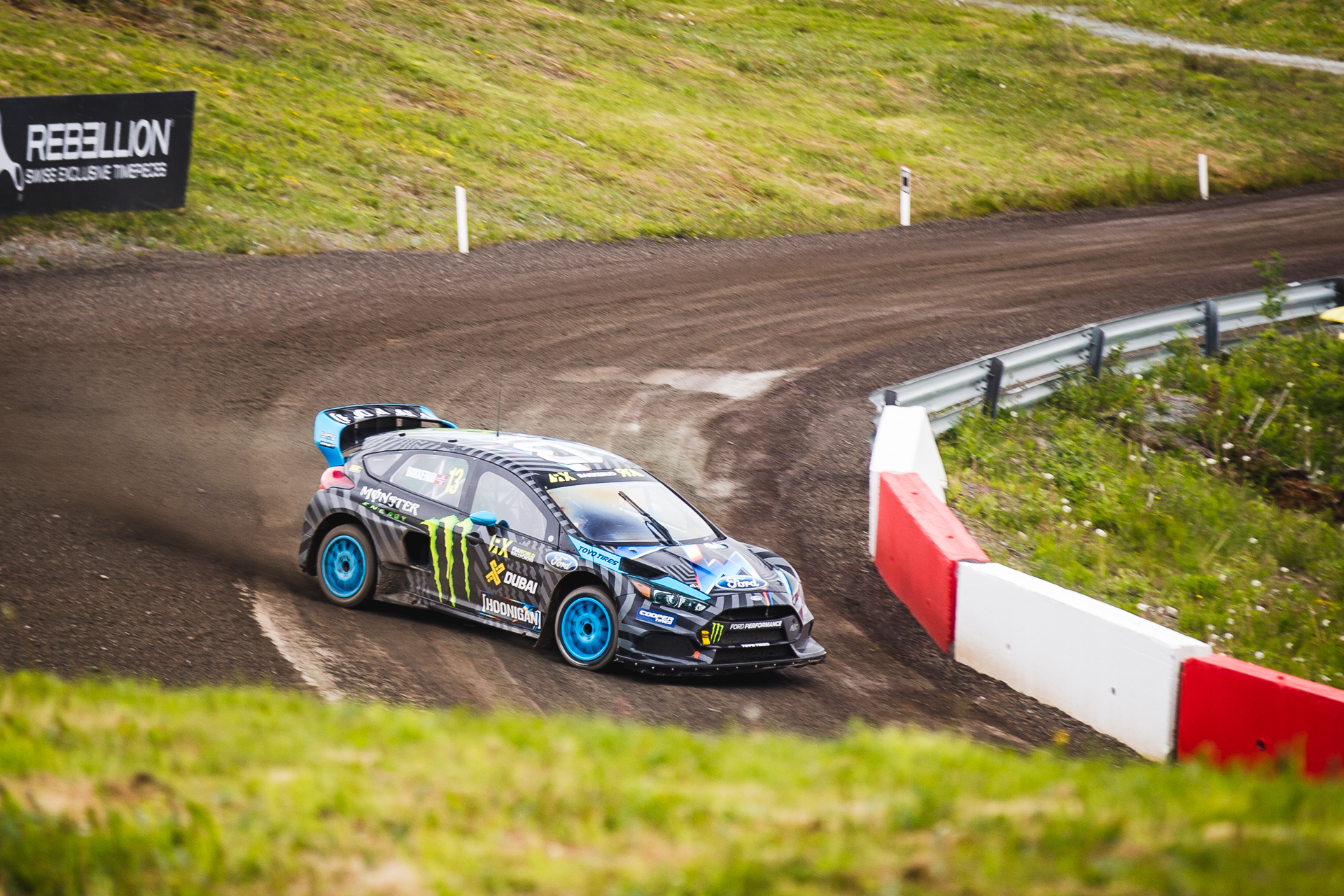
Andreas Bakkerud se convirtió en la primera persona en ganar las cuatro eliminatorias, su semifinal y la final en un campeonato del mundo

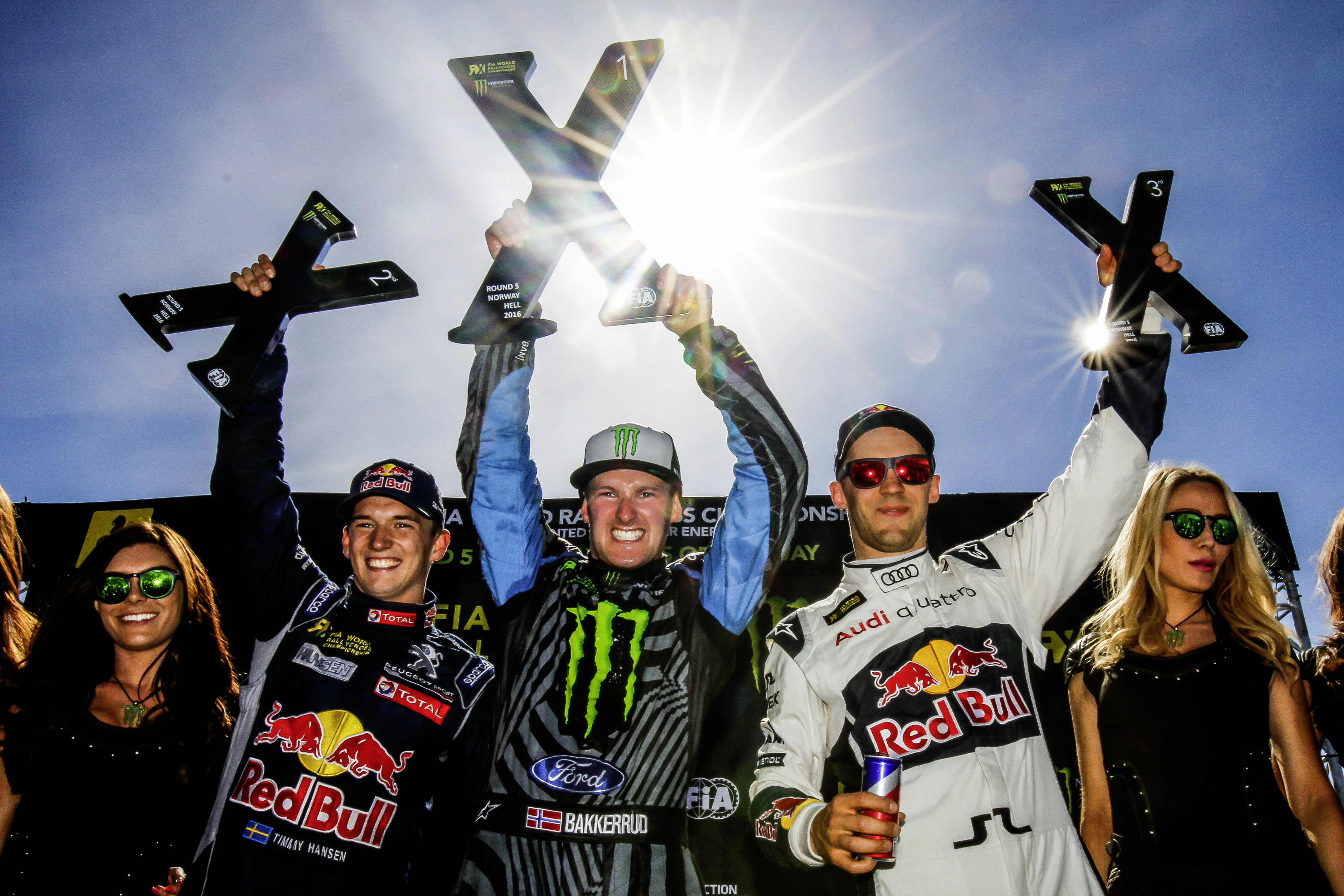
Podio Izq.-Der.: Timmy Hansen, Bakkerud y Ekström

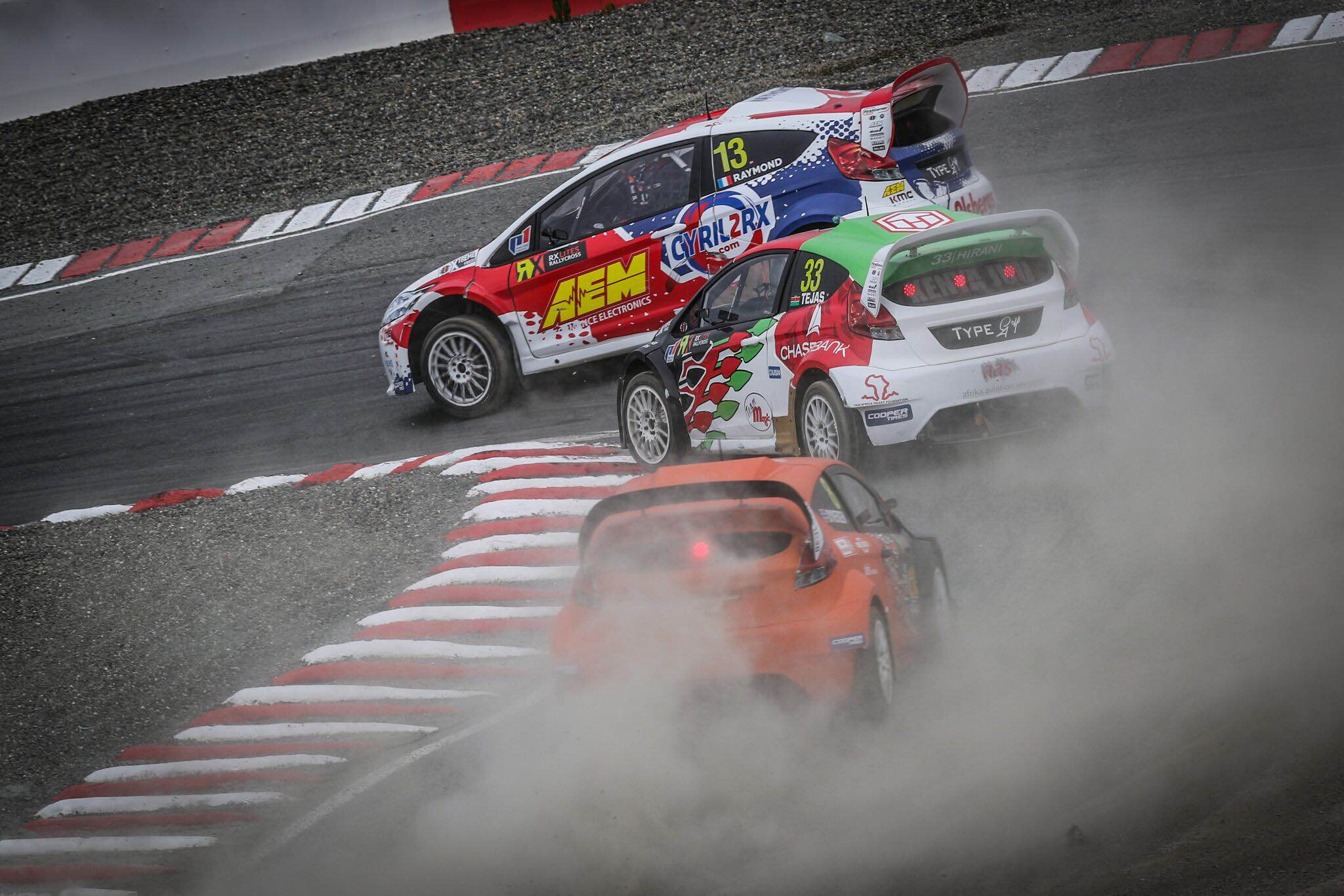
Raymond liderando sobre Hirani y Syversen

| Pos. | No. | Piloto               | Equipo                          | Auto                | Q1  | Q2  | Q3  | Q4  | Pts |
| ---- | --- | -------------------- | ------------------------------- | ------------------- | --- | --- | --- | --- | --- |
| 1    | 13  | Andreas Bakkerud     | Hoonigan Racing Division        | Ford Focus RS       | 1º  | 1º  | 1º  | 1º  | 16  |
| 2    | 7   | Timur Timerzyanov    | World RX Team Austria           | Ford Fiesta         | 3º  | 2º  | 3º  | 6º  | 15  |
| 3    | 9   | Sébastien Loeb       | Team Peugeot-Hansen             | Peugeot 208         | 7º  | 3º  | 2º  | 4º  | 14  |
| 4    | 1   | Petter Solberg       | Petter Solberg World RX Team    | Citroën DS3         | 4º  | 6º  | 4º  | 2º  | 13  |
| 5    | 21  | Timmy Hansen         | Team Peugeot-Hansen             | Peugeot 208         | 2º  | 4º  | 5º  | 10º | 12  |
| 6    | 5   | Mattias Ekström      | EKS RX                          | Audi S1             | 5º  | 9º  | 7º  | 3º  | 11  |
| 7    | 3   | Johan Kristoffersson | Volkswagen RX Sweden            | Volkswagen Polo     | 8º  | 8º  | 6º  | 5º  | 10  |
| 8    | 6   | Jānis Baumanis       | World RX Team Austria           | Ford Fiesta         | 6º  | 5º  | 9º  | 14º | 9   |
| 9    | 57  | Toomas Heikkinen     | EKS RX                          | Audi S1             | 9º  | 11º | 8º  | 8º  | 8   |
| 10   | 4   | Robin Larsson        | Larsson Jernberg Motorsport     | Audi A1             | 13º | 7º  | 12º | 12º | 7   |
| 11   | 15  | Reinis Nitišs        | All-Inkl.com Münnich Motorsport | SEAT Ibiza          | 12º | 14º | 11º | 9º  | 6   |
| 12   | 17  | Davy Jeanney         | Peugeot Hansen Academy          | Peugeot 208         | 10º | 12º | 13º | 11º | 5   |
| 13   | 96  | Kevin Eriksson       | Olsbergs MSE                    | Ford Fiesta ST      | 16º | 10º | 10º | 13º | 4   |
| 14   | 43  | Ken Block            | Hoonigan Racing Division        | Ford Focus RS       | 11º | 13º | 14º | 18º | 3   |
| 15   | 92  | Anton Marklund       | Volkswagen RX Sweden            | Volkswagen Polo     | 18º | 15º | 18º | 7º  | 2   |
| 16   | 68  | Niclas Grönholm      | Olsbergs MSE                    | Ford Fiesta ST      | 15º | 17º | 15º | 16º | 1   |
| 17   | 33  | Liam Doran           | JRM Racing                      | BMW MINI Countryman | 14º | 18º | 16º | 15º |     |
| 18   | 77  | René Münnich         | All-Inkl.com Münnich Motorsport | SEAT Ibiza          | 17º | 16º | 17º | 17º |     |

### Semifinales
Semifinal 1
| Pos. | No. | Piloto               | Equipo                          | Tiempo   | Pts |
| ---- | --- | -------------------- | ------------------------------- | -------- | --- |
| 1    | 13  | Andreas Bakkerud     | Hoonigan Racing Division        | 3:56.255 | 6   |
| 2    | 21  | Timmy Hansen         | Team Peugeot-Hansen             | +1.545   | 5   |
| 3    | 9   | Sébastien Loeb       | Team Peugeot-Hansen             | +2.127   | 4   |
| 4    | 3   | Johan Kristoffersson | Volkswagen RX Sweden            | +2.975   | 3   |
| 5    | 57  | Toomas Heikkinen     | EKS RX                          | +5.704   | 2   |
| 6    | 15  | Reinis Nitišs        | All-Inkl.com Münnich Motorsport | +13.372  | 1   |

Semifinal 2
| Pos. | No. | Piloto            | Equipo                       | Tiempo   | Pts |
| ---- | --- | ----------------- | ---------------------------- | -------- | --- |
| 1    | 7   | Timur Timerzyanov | World RX Team Austria        | 3:55.235 | 6   |
| 2    | 5   | Mattias Ekström   | EKS RX                       | +1.282   | 5   |
| 3    | 1   | Petter Solberg    | Petter Solberg World RX Team | +3.789   | 4   |
| 4    | 17  | Davy Jeanney      | Peugeot Hansen Academy       | +4.577   | 3   |
| 5    | 6   | Jānis Baumanis    | World RX Team Austria        | +10.929  | 2   |
| 6    | 4   | Robin Larsson     | Larsson Jernberg Motorsport  | DNF      | 1   |

### Final
| Pos. | No. | Piloto            | Equipo                       | Tiempo   | Pts |
| ---- | --- | ----------------- | ---------------------------- | -------- | --- |
| 1    | 13  | Andreas Bakkerud  | Hoonigan Racing Division     | 3:58.641 | 8   |
| 2    | 21  | Timmy Hansen      | Team Peugeot-Hansen          | +1.075   | 5   |
| 3    | 5   | Mattias Ekström   | EKS RX                       | +2.479   | 4   |
| 4    | 1   | Petter Solberg    | Petter Solberg World RX Team | +3.153   | 3   |
| 5    | 9   | Sébastien Loeb    | Team Peugeot-Hansen          | +4.511   | 2   |
| 6    | 7   | Timur Timerzyanov | World RX Team Austria        | +7.221   | 1   |

## RX Lites

### Series
| Pos. | No. | Piloto               | Equipo            | Q1  | Q2  | Q3  | Q4  | Pts |
| ---- | --- | -------------------- | ----------------- | --- | --- | --- | --- | --- |
| 1    | 13  | Cyril Raymond        | Olsbergs MSE      | 2º  | 1º  | 1º  | 1º  | 16  |
| 2    | 16  | Thomas Bryntesson    | JC Raceteknik     | 1º  | 2º  | 4º  | 3º  | 15  |
| 3    | 33  | Tejas Hirani         | Olsbergs MSE      | 6º  | 4º  | 2º  | 2º  | 14  |
| 4    | 99  | Joachim Hvaal        | JC Raceteknik     | 3º  | 3º  | 5º  | 9º  | 13  |
| 5    | 64  | Saeed Bintouq        | Olsbergs MSE      | 4º  | 5º  | 7º  | 7º  | 12  |
| 6    | 52  | Simon Olofsson       | Simon Olofsson    | 7º  | 6º  | 9º  | 5º  | 11  |
| 7    | 8   | Simon Wågö Syversen  | Set Promotion     | 8º  | 8º  | 8º  | 4º  | 10  |
| 8    | 56  | Thomas Holmen        | Thomas Holmen     | 12º | 7º  | 6º  | 6º  | 9   |
| 9    | 96  | Henrik Krogstad      | JC Raceteknik     | 9º  | 11º | 3º  | 10º | 8   |
| 10   | 69  | Sondre Evjen         | JC Raceteknik     | 5º  | 12º | 10º | 11º | 7   |
| 11   | 66  | Albert Llovera       | Albert Llovera    | 11º | 10º | 12º | 8º  | 6   |
| 12   | 91  | Jonathan Walfridsson | Helmia Motorsport | 10º | 9º  | 11º | 12º | 5   |

### Semifinales
Semifinal 1
| Pos. | No. | Piloto              | Equipo         | Tiempo   | Pts |
| ---- | --- | ------------------- | -------------- | -------- | --- |
| 1    | 13  | Cyril Raymond       | Olsbergs MSE   | 4:14.983 | 6   |
| 2    | 33  | Tejas Hirani        | Olsbergs MSE   | +1.987   | 5   |
| 3    | 96  | Henrik Krogstad     | JC Raceteknik  | +4.209   | 4   |
| 4    | 8   | Simon Wågø Syversen | Set Promotion  | +5.121   | 3   |
| 5    | 64  | Saeed Bintouq       | Olsbergs MSE   | +9.872   | 2   |
| 6    | 66  | Albert Llovera      | Albert Llovera | +12.769  | 1   |

Semifinal 2
| Pos. | No. | Piloto               | Equipo            | Tiempo   | Pts |
| ---- | --- | -------------------- | ----------------- | -------- | --- |
| 1    | 16  | Thomas Bryntesson    | JC Raceteknik     | 4:14.979 | 6   |
| 2    | 52  | Simon Olofsson       | Simon Olofsson    | +0.707   | 5   |
| 3    | 99  | Joachim Hvaal        | JC Raceteknik     | +1.959   | 4   |
| 4    | 56  | Thomas Holmen        | Thomas Holmen     | +7.001   | 3   |
| 5    | 69  | Sondre Evjen         | JC Race Teknik    | +13.924  | 2   |
| 6    | 91  | Jonathan Walfridsson | Helmia Motorsport | +14.238  | 1   |

### Final
| Pos. | No. | Piloto            | Equipo         | Tiempo   | Pts |
| ---- | --- | ----------------- | -------------- | -------- | --- |
| 1    | 16  | Thomas Bryntesson | JC Raceteknik  | 4:12.701 | 8   |
| 2    | 13  | Cyril Raymond     | Olsbergs MSE   | +1.127   | 5   |
| 3    | 52  | Simon Olofsson    | Simon Olofsson | +2.868   | 4   |
| 4    | 96  | Henrik Krogstad   | JC Raceteknik  | +4.584   | 3   |
| 5    | 33  | Tejas Hirani      | Olsbergs MSE   | +6.170   | 2   |
| 6    | 99  | Joachim Hvaal     | JC Raceteknik  | +7.245   | 1   |

## Campeonatos tras la prueba
| Pos | Piloto               | Pts | Dif |
| --- | -------------------- | --- | --- |
| 1   | Mattias Ekström      | 125 |     |
| 2   | Petter Solberg       | 120 | +5  |
| 3   | Sébastien Loeb       | 83  | +42 |
| 3   | Johan Kristoffersson | 83  | +42 |
| 5   | Andreas Bakkerud     | 81  | +44 |

| Pos | Piloto              | Pts | Dif |
| --- | ------------------- | --- | --- |
| 1   | Cyril Raymond       | 102 |     |
| 2   | Thomas Bryntesson   | 101 | +1  |
| 3   | Simon Olofsson      | 82  | +20 |
| 3   | Joachim Hvaal       | 82  | +20 |
| 5   | Simon Wågø Syversen | 71  | +31 |

- Nota: Sólo se incluyen las cinco posiciones principales.

| Prueba previa: World RX de Gran Bretaña 2016 | Temporada 2016 del Campeonato Mundial de Rallycross | Siguiente prueba: World RX de Suecia 2016  |
| Prueba previa: World RX de Noruega 2015      | World RX de Noruega                                 | Siguiente prueba: World RX de Noruega 2017 |

- Datos: Q24887140
- Multimedia: 2016 World RX of Norway / Q24887140